# Gesebols sjö
Gesebols sjö är en sjö i Bollebygds kommun i Västergötland och ingår i Rolfsåns huvudavrinningsområde. Sjön är 27 meter djup, har en yta på 0,212 kvadratkilometer och är belägen 168,4 meter över havet. Sjön avvattnas av vattendraget Gisselån.

## Delavrinningsområde
Gesebols sjö ingår i det delavrinningsområde (640331-131228) som SMHI kallar för Utloppet av Gesebols sjö. Medelhöjden är 168 meter över havet och ytan är 1,36 kvadratkilometer. Räknas de 9 avrinningsområdena uppströms in blir den ackumulerade arean 26,3 kvadratkilometer. Gisselån som avvattnar avrinningsområdet har biflödesordning 2, vilket innebär att vattnet flödar genom totalt 2 vattendrag innan det når havet efter 71 kilometer. Avrinningsområdet består mestadels av skog (59 procent) och sankmarker (15 procent). Avrinningsområdet har 2,33 kvadratkilometer vattenytor vilket ger det en sjöprocent på 8,8 procent.